# Phlomis herba-venti
Phlomis herba-venti, popularmente aguavientos o hierba de las moscas, es una especie perteneciente a la familia Lamiaceae. Nativa de la región Mediterránea y el Asia central.

## Características
Es una planta herbácea perenne de hasta 70 cm de altura, con hojas lanceoladas u ovadas, coriáceas, cordadas con pecíolo de 4-8 cm y limbo de 7-20 x 5-10 cm, verdes. Las flores son de color púrpura.

## Variedades ySinonimia
subsp. herba-venti. Del sur de Europa y norte de Marruecos.
- Phlomis spica-venti K.Koch, Linnaea 21: 699 (1849), orth. var.
- Phlomis ventosa St.-Lag., Ann. Soc. Bot. Lyon 7: 131 (1880).
- Phlomis coriacea St.-Lag. in Cariot, Étude Fl., ed. 8: 680 (1889).
- Phlomis pungens subsp. laxiflora Velen., Fl. Bulg.: 459 (1891).
- Phlomis herba-venti var. laxiflora (Velen.) Asenov, in Fl. Nar. Republ. Bulgariya 9: 419 (1989).

subsp. kopetdaghensis (Knorr.) Rech.f., in Fl. Iran. 150: 309 (1982). de Turkmenistán a Irán.
- Phlomis kopetdaghensis Knorring, Bot. Mater. Gerb. Bot. Inst. Komarova Akad. Nauk S.S.S.R. 12: 248 (1950).

subsp. lenkoranica (Knorring) Rech.f., in Fl. Iran. 150: 309 (1982). De Transcaucasia al sur de Turkmenistán.
- Phlomis lenkoranica Knorring, Bot. Mater. Gerb. Bot. Inst. Komarova Akad. Nauk S.S.S.R. 12: 249 (1950).

subsp. pungens (Willd.) Maire ex DeFilipps, Bot. J. Linn. Soc. 64: 233 (1971). Sudeste de Europa a Irán y noroeste de África.
- Phlomis pungens Willd., Sp. Pl. 3: 121 (1800).
- Phlomitis pungens (Willd.) Rchb. ex T.Nees, Gen. Fl. Germ. 2(7): 43 (1843).
- Phlomis reticulata Raf., Autik. Bot.: 118 (1840).
- Phlomis mesopotamica Boiss., Diagn. Pl. Orient., II, 4: 47 (1859).
- Phlomis taurica Hartwiss ex Bunge, Labiat. Persic.: 77 (1873).
- Phlomis seticalycina Nábelek, Spisy Prír. Fak. Masarykovy Univ. 70: 69 (1926).
- Phlomis pseudopuogens Knorring in V.L.Komarov, Fl. URSS 21: 647 (1954).[1]

## Nombre común
- Castellano: aguasvientos, aguaviento, aguavientos, agua-vientos, ballestera, correcaminos, correvientos, hierba de las moscas, hierba del viento, matagallo, matulera, mosquero, ventolera, yerba del viento.[2]